# Besourenga minutum
Besourenga minutum là một loài bọ cánh cứng trong họ Bọ hung (Scarabaeidae).